# NGC 274
NGC 274 (również PGC 2980) – galaktyka eliptyczna (E/SB0), znajdująca się w gwiazdozbiorze Wieloryba. Odkrył ją William Herschel 10 września 1785 roku. Oddziałuje ona grawitacyjnie z sąsiednią galaktyką NGC 275. Obie galaktyki zostały skatalogowane jako Arp 140 w Atlasie Osobliwych Galaktyk Haltona Arpa, a znajdują się w odległości około 63 milionów lat świetlnych od Ziemi.